# بلدة ماونت فورست (ميشيغان)
ماونت فورست (بالإنجليزية: Mount Forest Township, Michigan)‏ هي بلدة تقع بولاية ميشيغان في الولايات المتحدة. تبلغ مساحتها 93.04 (كم²)، وترتفع عن سطح البحر 205 م، بلغ عدد سكانها 1392 نسمة في عام تعداد الولايات المتحدة 2010 حسب إحصاء مكتب تعداد الولايات المتحدة وتصل الكثافة السكانية فيها 15 نسمة/كم2.

## وصلات خارجية
- The US50 - Cities and Towns in Michigan State
- Michigan Cities and Towns, Facts, Map, Flag, Colleges, Government, and More